# Giacomo Castriotto

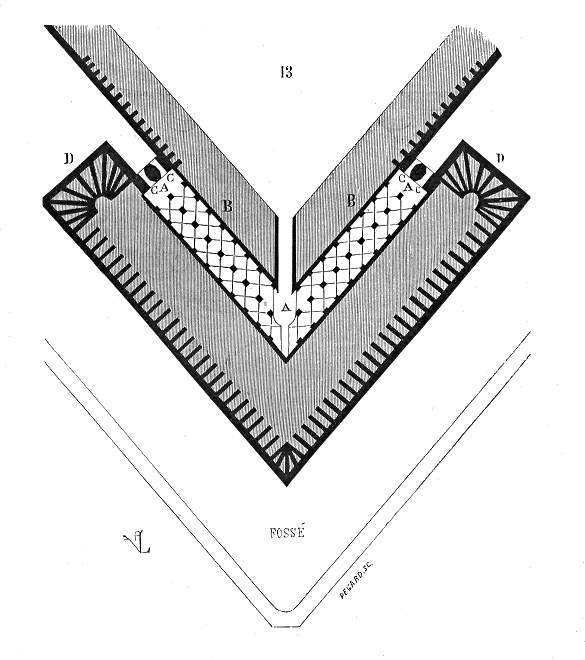
illustrazione della pianta di un bastione tratta dal trattato di Giacomo Castriotto

Giacomo Fusto o Fusti, noto come Castriotto (Urbino, tra il 1501 e il 1510 – Calais, 1563) è stato un ingegnere e teorico dell'ingegneria militare italiano, è conosciuto soprattutto per il suo trattato Della fortificazione delle città stampato postumo a Venezia nel 1564 da Girolamo Maggi che curò i testi. Inoltre apparteneva al patriziato urbinate.

## Biografia
Figlio di Pierantonio di Iacopo della nobile famiglia de' Fusti di Urbino, intraprese la carriera militare a servizio del duca Francesco Maria I Della Rovere che Fusti considerò il suo primo maestro. In realtà si ritiene che nell'esercito urbinate ebbe modo di apprendere le tecniche dell'ingegneria militare da Girolamo Genga e dai suoi collaboratori.
Nel dicembre del 1541 era ancora in patria con il grado di capitano. Successivamente passò al servizio del re di Napoli Carlo V. Nel 1541 sposò a Napoli una Castriota che, probabilmente non apparteneva alla famiglia albanese dei Castriota. Comunque aggiunse al suo cognome quello della moglie, cioè Castriota, usò poi firmarsi "Castriotto" e inquartò nel proprio stemma l'aquila bicipite in campo rosso.
A partire dal 1542 fu al servizio del papa e si occupò dell'ammodernamento di diverse fortificazioni, tra cui la complessa progettazione delle mura di Borgo, partecipando anche a campagne militari come l'assedio della Mirandola del 1551 le cui fasi vennero illustrate e descritte nel suo trattato. Per la famiglia Caietani progettò il rafforzamento delle mura di Sermoneta con un innovativo bastione a "tenaglia".
Nel 1553 passò temporaneamente al servizio di Cosimo I de' Medici partecipando alla guerra di Siena. Nel 1555 tornò al servizio del papa occupandosi delle fortezze della campagna romana. Nel 1556 passò al servizio del re di Francia Enrico II, partecipando all'assedio di San Quintino, di Calais e di Thionville. nel 1559 diventò sovrintendente generale delle fortezze del regno occupandosi di varie fortificazioni in Languedoc, Provenza, Lyonnais, Champagne, Picardia et Normandia, come lui stesso riferisce nel trattato. A partire dal 1560, progettò e diresse i lavori alle fortificazioni di Calais, dove morì.

## Il trattato
"Della fortificatione delle città" viene considerato come il più ampio e completo trattato d'ingegneria militare cinquecentesco.
Il Castriotto fu l'autore delle parti dell'opera che avevano una stretta connotazione specialistica e dei bellissimi disegni illustrativi.  L'umanista Girolamo Maggi sopperì alla scarsa cultura letterario del Fusti revisionando i testi.
L'opera ebbe un certo successo e fu ristampata e tradotta varie volte nel corso del XVI secolo.
Il trattato presenta una divisione in tre libri.
- Nel I libro vengono svolti argomenti generali di urbanistica, probabilmente con testi di Girolamo Maggi.
- Nel II libro vengono illustrati è vari tipi di soluzione possibile per circuiti fortificati, analizzando anche esempi di cui Castriotto ebbe esperienza diretta come Sermoneta, Calais e Mirandola.
- Il III libro è dedicato alle fortificazioni costiere.
- Ai tre libri si affiancano alcuni allegati tutti relativi all'attività professionale di Castriotto: il Discorso del capitan Francesco Montemellino Perugino sopra la fortificazione del Borgo di Roma, il Trattato dell'ordinanze, o vero battaglie del capitan Giovacchino da Coniano e il Ragionamento del capitan Iacomo Castriotto, sopra le fortezze fino ad hora fatte nella Francia et in molti altri luoghi.